# Carbini
Carbini (korsisch Carbini) ist eine Gemeinde im französischen Département Corse-du-Sud auf der Mittelmeerinsel Korsika. Sie gehört zum Kanton Grand Sud im Arrondissement Sartène. Sie grenzt im Nordwesten, im Westen und im Südwesten an Levie, im Nordosten an San-Gavino-di-Carbini und im Südosten an Porto-Vecchio.
Das Siedlungsgebiet liegt auf ungefähr 600 Metern über dem Meeresspiegel. Die Bewohner nennen sich Carbinais.

## Sehenswürdigkeiten
Die Kirche San Giovanni und San Quilico resp. San Giovanni Battista ist vergleichbar mit der Kirche San Giovanni Battista.

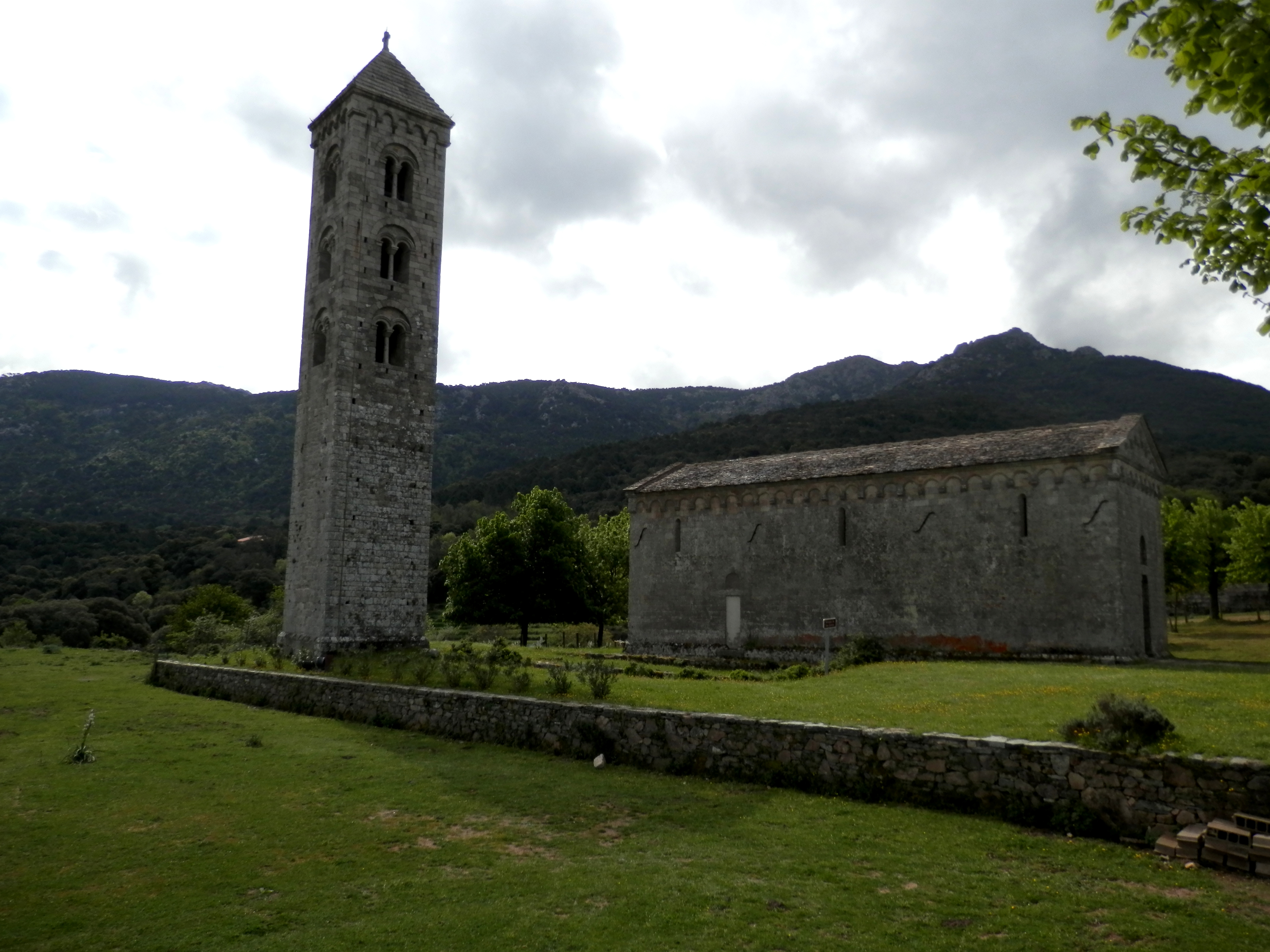
Kirche San Giovanni Battista

## Bevölkerungsentwicklung
| Jahr      | 1962 | 1968 | 1975 | 1982 | 1990 | 1999 | 2008 | 2012 |
| --------- | ---- | ---- | ---- | ---- | ---- | ---- | ---- | ---- |
| Einwohner | 192  | 148  | 128  | 125  | 95   | 100  | 106  | 108  |

## Wirtschaft
Die Gemeindegemarkung enthält zugelassene Rebflächen des Weinbaugebietes Vin de Corse.